# البلوزة الوهرانية
البلوزة الوهرانية لباس تقليدي خاص بالمجال الجغرافي الذي يشمل الغرب الجزائري بما فيه القطاع الوهراني بالجزائر. ظهرت في القرن السادس عشر وهي تمثل عراقة وهوية المرأة بالمنطقة. يعتقد أن البلوزة الوهرانية في الأصل مستوحاة من الشدة التلمسانية والتي كانت تدعى قديما بلوزة سيدي بومدين، ومع الوقت استوحى منها لباسا خاصا[بحاجة لمصدر]، انتشرت البلوزة الوهرانية في الجزائر كلها وبمنطقة وجدة المغربية.

وتعتبر البلوزة الوهرانية مصدر استلهام للعديد من الألبسة العصرية بكونها لباسا يشمل تاريخ مدينة وهران العريقة خاصة و تاريخ و حضارة الجزائر عامة، انتشرت البلوزة الوهرانية في قطاع الغرب الجزائري و عرفت انتشارا واسعا في المناطق الشرقية للمغرب الاقصى و خاصة في مدينة وجدة بحكمها منطقة حدودية مع الجزائر حيث تتشارك مع الجزائر في الكثير من العادات و التقاليد.

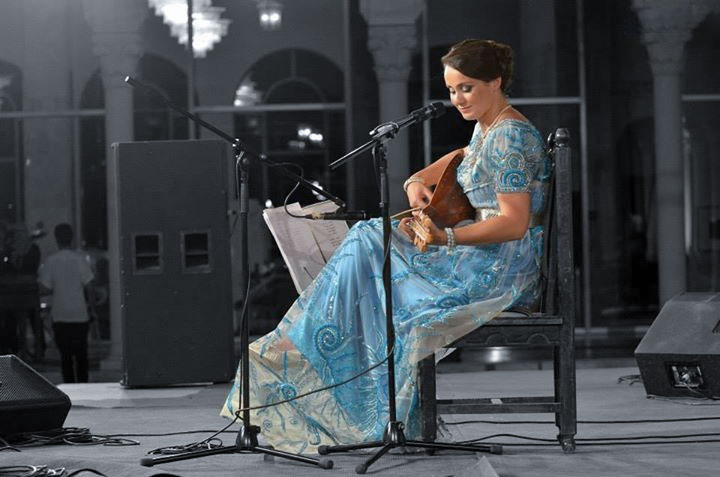
ليلى بورصالي مغنية جزائرية للموسيقى الاندلسية بالبلوزة الوهرانية

## المكونات
البلوزة الوهرانية هي قماش يخاط به الثوب ويضاف إليه الصدر المطرّز ومرصع بالأربيسك والأحجار الملونة ومعبأ بالخرز والعقيق ومنها ماهو مطرز بطرز خاص والذي يعتبر أغلى الأنواع في مجال الأقمشة تكون بصدر مفتوح إلى غاية الأكتاف بشكل قوس أو ما يعرف بي col bateau، عادة ما تكون ذات اكمام قصيرة، ويضاف إليها الحزام الذي في الكثير من الأحيان يكون يشبه شكل الصدر والأكمام وهناك من النسوة من تفضلن أن تلبسنّ معه حزام حلي الذهب أو الفضة وتحت هذا الثوب تلبس المرأة لباسا آخر خفيف يطلق عليه في العامية اسم » الجلطيطة « والتي تكون من نفس لون القماش تقريبا، يختلف هذا اللباس حسب نوع القماش وحسب طريقة تقطيع القماش (الفصالة)، وتطريز الصدر والأكمام.

## تطور
تطورت البلوزة الوهرانية عما كانت عليه سابقا وأصبحت بشكل تتمنى كل امرأة ارتدائها حيث تفننت مصممات الأزياء في الجزائر على تطويرها مما جعلها مفضلة عند الكثير من النساء ووصل صداها حتى خارج الجزائر، ولاتزال البلوزة الوهرانية تعرف رواجا في السوق والمحلاّت الموزعة على مستوى تراب ولاية وهران إذ وبالرغم من مرور السنوات والأعوام، بقيت المرأة الوهرانية خاصة والتي تقطن بالولايات المجاورة عامة كغليزان، سيدي بلعباس، عين تموشنت، مستغانم، معسكر تعطي لهذه البذلة الأهمية التي تستحقها، لاسيما وأنّ هذه الأخيرة تترجم عادات وتقاليد هذه الجهة الغربية من الوطن، علما بأنه ولكل ولاية عاداتها الخاصة التي تتشبث بها، سواءا تعلق الأمر بمجال الصناعات التقليدية المتمثلة في زراعة الحلي، الزرابي، أو الأواني الفخارية فضلا عن الألبسة.

## أنواع البلايز

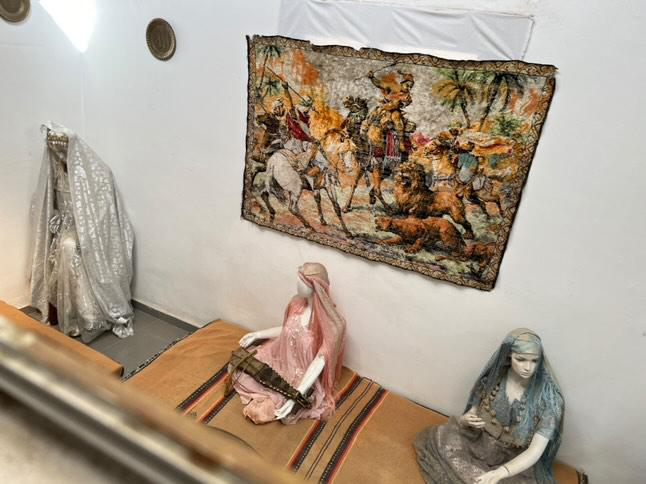
مجموعة من البلوزات، معروضة في متحف وهران، الجزائر.

هنالك عدة أنواع من البلوزة في ناحية الغرب الجزائري، أشهرها:
- بلوزة الكرسي: بلوزة خاصة بالعروس
- بلوزة القيمة: تُرتدى في الزيارات والمناسبات الاجتماعية
- بلوزة لكبارات: مخصصة للنساء الكبيرات في السن، وتتميز ببساطتها
- بلوزة الوقر : تُلبس في المناسبات الحزينة مثل المرض أو الجنازات. بسيطة الألوان والتفصيل
- البلوزة البيضاء : بلوزة مخصصة ليوم الزفاف
- بلوزة الدار / بلوزة الكوزينة : بلوزة يومية بسيطة
- بلوزة المنسوج : بلوزة ذات أصل تلمساني
- بلوزة النص:تصميم بسيط بلا زينة (تعمار)، تُفتح من الجانبين وتُلبس مع جبون أو سروال مدوّر واسع.
- بلوزة الحمام:تُلبس في مناسبات الذهاب إلى الحمام، وتُنسّق مع ملحقات أخرى بنفس اللون كالسروال والمناشف والبنيقة.
- بلوزة الطرز بالحرير
- بلوزة الطرز بالمجبود